# Euciroa pacifica
Euciroa pacifica is een tweekleppigensoort uit de familie van de Euciroidae. De wetenschappelijke naam van de soort is voor het eerst geldig gepubliceerd in 1895 door Dall.